# Cameron Talbot
Pour les articles homonymes, voir Talbot (homonymie).
Cameron Talbot, dit Cam Talbot, (né le 5 juillet 1987 à Caledonia dans la province de l'Ontario au Canada) est un joueur professionnel canadien de hockey sur glace. Il évolue au poste de gardien de but.

## Biographie

### Carrière junior
Après trois saisons avec les Red Wings d'Hamilton de la Ligue de hockey junior de l'Ontario, Cam Talbot part jouer avec les Chargers de l'Université de l'Alabama à Huntsville, équipe de la College Hockey America (CHA), une des associations du championnat de la NCAA.

### Rangers de New York (2010-2015)
Il joue trois saisons avec les Chargers et Talbot, qui n'a jamais été repêché par une équipe de la Ligue nationale de hockey, signe avec les Rangers de New York en mars 2010. Il joue un match lors de cette saison avec le Wolf Pack de Hartford de la Ligue américaine de hockey.
Talbot fait ses débuts dans la LNH le 24 octobre 2013 lors d'une défaite 2-1 des Rangers contre les Flyers de Philadelphie. Il obtient sa première victoire le match suivant contre les Red Wings de Détroit le 26 octobre. Le 16 novembre, il réalise son premier blanchissage dans la ligue nationale de hockey contre les Canadiens de Montréal. Deuxième gardien de l'équipe derrière Henrik Lundqvist, il joue 21 matchs pour 12 victoires, six défaites, une moyenne de 1,64 but encaissé par match ainsi qu'un pourcentage d'arrêts de 94,1 % au cours de sa première saison dans la LNH. 
Lors de la saison 2014-2015, alors qu'il débute en tant que deuxième gardien de l'équipe, il réalise trois blanchissages lors de ses huit premiers matchs, autant que son total de la saison précédente. Début février, il devient temporairement le gardien numéro un de New York pour remplacer Lundqvist, blessé après avoir reçu un palet à la gorge, et débute presque tous les matchs jusqu'à fin mars, alors que Lundqvist est de retour dans la formation. Pendant l'absence de Lundqvist, Talbot enregistre une fiche de 17 victoires, 4 défaites et 3 défaites en prolongation, dont 2 victoires par blanchissage et 3 victoires en période de prolongation.

### Oilers d’Edmonton (2015-2019)
Le 27 juin 2015, il est échangé aux Oilers d'Edmonton contre des choix de repêchage. 
Il fait ses débuts avec les Oilers le 8 octobre 2015, dans une défaite 3-1 contre les Blues de Saint-Louis.

### Flyers de Philadelphie et Flames de Calgary (2019)
Le 16 février 2019, il est échangé aux Flyers de Philadelphie en retour du gardien Anthony Stolarz . 

### Carrière internationale
Il représente le Canada au niveau international. Il honore sa première sélection internationale lors du championnat du monde de 2016 dans lequel il joue huit parties sur dix et aide l'équipe canadienne à remporter la médaille d'or après une victoire de 2-0 en finale face à la Finlande.

## Statistiques

### En club
| Saison     | Équipe                        | Ligue      |     | Saison régulière | Saison régulière | Saison régulière | Saison régulière | Saison régulière | Saison régulière | Saison régulière | Saison régulière | Saison régulière | Saison régulière |    | Séries éliminatoires | Séries éliminatoires | Séries éliminatoires | Séries éliminatoires | Séries éliminatoires | Séries éliminatoires | Séries éliminatoires | Séries éliminatoires | Séries éliminatoires |
| Saison     | Équipe                        | Ligue      | PJ  | V                | D                | Pr/N             | Min              | BC               | Moy              | % Arr            | Bl               | Pun              | PJ               | V  | D                    | Min                  | BC                   | Moy                  | % Arr                | Bl                   | Pun                  |                      |                      |
| 2005-2006  | Red Wings de Hamilton         | LHPJO      | 35  | 21               | 13               | 1                | 2 046            | 87               | 2,55             |                  | 1                | 6                | 14               | 8  | 6                    | 903                  | 52                   | 3,46                 |                      | 1                    |                      |                      |                      |
| 2006-2007  | Red Wings de Hamilton         | LHPJO      | 28  | 19               | 5                | 2                | 1 644            | 57               | 2,08             |                  | 1                | 6                | 19               | 13 | 6                    | 1 243                | 51                   | 2,46                 |                      | 0                    |                      |                      |                      |
| 2007-2008  | Chargers d'Alabama-Huntsville | WCHA       | 13  | 1                | 10               | 0                | 583              | 45               | 4,63             | 86               | 0                | 2                | -                | -  | -                    | -                    | -                    | -                    | -                    | -                    | -                    |                      |                      |
| 2008-2009  | Chargers d'Alabama-Huntsville | WCHA       | 24  | 2                | 16               | 3                | 1 320            | 65               | 2,95             | 90,7             | 1                | 0                | -                | -  | -                    | -                    | -                    | -                    | -                    | -                    | -                    |                      |                      |
| 2009-2010  | Chargers d'Alabama-Huntsville | WCHA       | 33  | 12               | 18               | 3                | 1 958            | 85               | 2,61             | 92,5             | 1                | 0                | -                | -  | -                    | -                    | -                    | -                    | -                    | -                    | -                    |                      |                      |
| 2009-2010  | Wolf Pack de Hartford         | LAH        | 1   | 0                | 0                | 0                | 19               | 3                | 9,7              | 72,7             | 0                | 0                | -                | -  | -                    | -                    | -                    | -                    | -                    | -                    | -                    |                      |                      |
| 2010-2011  | Whale du Connecticut          | LAH        | 22  | 11               | 9                | 2                | 1 308            | 62               | 2,84             | 90,2             | 2                | 0                | 1                | 0  | 1                    | 38                   | 2                    | 3,13                 | 91,7                 | 0                    | 0                    |                      |                      |
| 2010-2011  | Road Warriors de Greenville   | ECHL       | 2   | 1                | 0                | 1                | 122              | 5                | 2,46             | 92,1             | 0                | 0                | -                | -  | -                    | -                    | -                    | -                    | -                    | -                    | -                    |                      |                      |
| 2011-2012  | Whale du Connecticut          | LAH        | 33  | 14               | 15               | 1                | 1 865            | 81               | 2,61             | 91,3             | 4                | 0                | 9                | 5  | 4                    | 571                  | 20                   | 2,1                  | 93,9                 | 2                    | 0                    |                      |                      |
| 2012-2013  | Whale du Connecticut          | LAH        | 55  | 25               | 28               | 1                | 3 105            | 136              | 2,63             | 91,8             | 2                | 2                | -                | -  | -                    | -                    | -                    | -                    | -                    | -                    | -                    |                      |                      |
| 2013-2014  | Wolf Pack de Hartford         | LAH        | 5   | 4                | 0                | 1                | 314              | 13               | 2,49             | 92,4             | 0                | 0                | -                | -  | -                    | -                    | -                    | -                    | -                    | -                    | -                    |                      |                      |
| 2013-2014  | Rangers de New York           | LNH        | 21  | 12               | 6                | 1                | 1 211            | 33               | 1,64             | 94,1             | 3                | 0                | 2                | 0  | 1                    | 46                   | 13                   | 2,61                 | 84,6                 | 0                    | 0                    |                      |                      |
| 2014-2015  | Rangers de New York           | LNH        | 36  | 21               | 9                | 4                | 2 095            | 77               | 2,21             | 92,6             | 5                | 0                | -                | -  | -                    | -                    | -                    | -                    | -                    | -                    | -                    |                      |                      |
| 2015-2016  | Oilers d'Edmonton             | LNH        | 56  | 21               | 27               | 5                | 3 199            | 137              | 2,55             | 91,7             | 3                | 0                | -                | -  | -                    | -                    | -                    | -                    | -                    | -                    | -                    |                      |                      |
| 2016-2017  | Oilers d'Edmonton             | LNH        | 73  | 42               | 22               | 8                | 4 308            | 171              | 2,39             | 91,9             | 7                | 4                | 13               | 7  | 6                    | 799                  | 33                   | 2,48                 | 92,4                 | 2                    | 0                    |                      |                      |
| 2017-2018  | Oilers d'Edmonton             | LNH        | 67  | 31               | 31               | 3                | 3 731            | 188              | 3,02             | 90,8             | 1                | 8                | -                | -  | -                    | -                    | -                    | -                    | -                    | -                    | -                    |                      |                      |
| 2018-2019  | Oilers d'Edmonton             | LNH        | 31  | 10               | 15               | 3                | 1 695            | 95               | 3,36             | 89,3             | 1                | 0                | -                | -  | -                    | -                    | -                    | -                    | -                    | -                    | -                    |                      |                      |
| 2018-2019  | Flyers de Philadelphie        | LNH        | 4   | 1                | 2                | 0                | 211              | 13               | 3,70             | 88,1             | 0                | 0                | -                | -  | -                    | -                    | -                    | -                    | -                    | -                    | -                    |                      |                      |
| 2019-2020  | Flames de Calgary             | LNH        | 26  | 12               | 10               | 1                | 1 435            | 63               | 2,63             | 91,9             | 2                | 21               | 10               | 5  | 4                    | 596                  | 24                   | 2,42                 | 92,4                 | 2                    | 2                    |                      |                      |
| 2020-2021  | Wild du Minnesota             | LNH        | 33  | 29               | 8                | 5                | 1 008            | 86               | 2,63             | 91,5             | 2                | 0                | 7                | 3  | 4                    | 416                  | 17                   | 2,45                 | 92,3                 | 2                    | 0                    |                      |                      |
| 2021-2022  | Wild du Minnesota             | LNH        | 49  | 32               | 12               | 4                | 2 864            | 132              | 2,76             | 91,1             | 3                | 2                | 1                | 0  | 1                    | 58                   | 4                    | 4,14                 | 84,6                 | 0                    | 0                    |                      |                      |
| 2022-2023  | Sénateurs d'Ottawa            | LNH        | 36  | 17               | 14               | 2                | 1 947            | 95               | 2,93             | 89,8             | 1                | 0                | -                | -  | -                    | -                    | -                    | -                    | -                    | -                    | -                    |                      |                      |
| 2023-2024  | Red Wings de Détroit          | LNH        | 54  | 27               | 20               | 6                | 3 116            | 129              | 2,48             | 91,3             | 3                | 4                | 3                | 1  | 2                    | 181                  | 16                   | 5,30                 | 86,1                 | 0                    | 0                    |                      |                      |
| Totaux LNH | Totaux LNH                    | Totaux LNH | 486 | 245              | 176              | 42               | 27 782           | 1 220            | 2,63             | 91,3             | 31               | 39               | 36               | 16 | 18                   | 2 096                | 96                   | 2,75                 | 91,5                 | 6                    | 2                    |                      |                      |

### En équipe nationale
| Année | Équipe | Compétition          |   | PJ | V | D   | Min | BC   | Moy  | % Arr | Bl | Pun           |  | Résultat |
| 2016  | Canada | Championnat du monde | 8 | 7  | 1 | 480 | 10  | 1,25 | 94,0 | 4     |    | Médaille d'or |  |          |

## Trophées et honneurs personnels

### Ligue nationale de hockey
- 2021-2022 : participe au 66e Match des étoiles
- 2023-2024 : participe au 68e Match des étoiles